# Малотур'янська сільська рада
| Малотур'янська сільська рада — орган місцевого самоврядування у Долинському районі Івано-Франківської області з адміністративним центром у с. Мала Тур'я. Утворена в 1940 р. Указом Президії Верховної Ради УРСР 23 жовтня 1940 р. Мало-Турянська сільська рада передана з Вигодського району до Долинського. Ліквідована в 1950-х роках, відновлена в 1989 році. Водоймища на території, підпорядкованій даній раді: річка Тур'янка. Сільській раді підпорядковані населені пункти: - с. Мала Тур'я |

## Склад ради
Керівний склад ради
| ПІБ                         | Основні відомості                                                                                        | Дата обрання | Дата звільнення |
| --------------------------- | --- | ------------ | --------------- |
| Кузеляк Лідія Леонтіївна    | Сільський голова, 1958 року народження, освіта, позапартійна                                             | 26.03.2006   | 31.10.2010      |
| Кузеляк Лідія Леонтіївна    | Сільський голова, 1958 року народження, освіта вища, позапартійна                                        | 31.10.2010   | 01.12.2020      |
| Луцик Роман Володимиричович | Староста Малотур'янського старостинського округу, 1986 року народження, освіта повна вища, позапартійний | 29.01.2021   |                 |

Примітка: таблиця складена за даними джерела